# Synagris stridens
Synagris stridens är en stekelart som beskrevs av Giordani Soika 1987. Synagris stridens ingår i släktet Synagris och familjen Eumenidae. Inga underarter finns listade i Catalogue of Life.